# Eva-Marie Liffner
Eva-Marie Liffner, född den 26 september 1957 i Göteborg, är en prisbelönt svensk författare och journalist. Liffner har fokuserat sitt författarskap på historiska gåtor (hon vann Svenska Deckarakademins debutantpris 2001), och har blivit nominerad till Augustpriset två gånger, 2003 och 2011.

## Biografi
Eva-Marie Liffner föddes i Göteborg, där hon också växte upp. Hon studerade idé- och lärdomshistoria, litteraturvetenskap och arkeologi och tog sedan examen som journalist. Därefter har hon arbetat på Göteborgs-Tidningens kultursida.

## Författarskap
Eva-Marie Liffner debuterade 2001 med romanen Camera som belönades med både Polonipriset och Flintyxan. De första två upplagorna sålde slut på några månader. Boken hade sitt ursprung i en resa som Liffner gjorde 1995 till Holland Park i London och kretsar kring gamla fotografier, pedofili och spiritism.
Liffners andra roman Imago kom ut 2003. Den nominerades till Augustpriset samma år.
Lacrimosa nominerades till  Augustpriset 2011 samt till Nordiska rådets litteraturpris 2012.

## Priser och utmärkelser
- 2001 – Debutant-diplomet
- 2001 – Polonipriset[6]
- 2001 – Flintyxan[7]
- 2003 – Wettergrens Bokollon
- 2003 – Stipendium ur Gerard Bonniers donationsfond[8]
- 2011 – Ole och Ann-Marie Söderströms pris[9]
- 2012 – Göteborgs-Postens litteraturpris[10]

## Recensioner
- Imago (Svenska Dagbladet 2003-09-15)
- Drömmaren och sorgen (Svenska Dagbladet 2006-09-14)
- Lacrimosa (Göteborgs-Posten 2011-09-01)
- Lacrimosa (Expressen 2011-09-01)
- Lacrimosa (Svenska Dagbladet 2011-09-03)
- Intervju i samband med bokmässan 2011